# (5144) Acates
(5144) Acates es un asteroide que forma parte de los asteroides troyanos de Júpiter, descubierto el 2 de diciembre de 1991 por Carolyn Shoemaker desde el Observatorio del Monte Palomar, Estados Unidos.

## Designación y nombre
Designado provisionalmente como 1991 XX. Fue nombrado en honor a Acates el mejor amigo y compañero de armas de Eneas, según la Eneida de Virgilio, conocido como "fidus Achates" -fiel Acates- que gobernó su propia nave mientras la flota errante navegaba sin rumbo a algún lugar donde fundar una nueva ciudad tras la caída de Troya.

## Características orbitales
Acates está situado a una distancia media del Sol de 5,202 ua, pudiendo alejarse hasta 6,615 ua y acercarse hasta 3,789 ua. Su excentricidad es 0,271 y la inclinación orbital 8,903 grados. Emplea 4334,30 días en completar una órbita alrededor del Sol.

## Características físicas
La magnitud absoluta de Acates es 9. Tiene 81 km de diámetro y su albedo se estima en 0,074.